# 재믹스
재믹스(영어: Zemmix)는 대한민국의 전자제품 제조회사인 대우전자에서 만든 가정용 게임기로, MSX를 기반으로 한다. MSX는 게임 롬팩(롬 카트리지라고도 함)을 꽂으면 일반적으로 조이스틱 이외에 다른 입출력 장치가 필요없는 것에 착안해서, 입력장치 등을 간소화해 게임기 형태로 개발한 것이다. 제믹스에 해당하는 영문 표기와는 달리, 한글 이름인 재믹스라는 이름은 "재미있다"에서 유래한다.

## 하드웨어

#### MSX(MSX1) 기반
- CPC 50 재믹스 원(Zemmix I), 1985년 발매
- CPC 51 재믹스 브이(Zemmix V), 1987년 발매

#### MSX2 기반
- CPC-61 재믹스 수퍼 브이(Zemmix Super V), 1990년 발매
- CPG-120 재믹스 터보(Zemmix Turbo), 1991년 발매[2]

### FPGA 기반 MSX2+ 호환
- 재믹스 네오(Zemmix Neo), 2013년 발매[3]
- 재믹스 네오 라이트(Zemmix Neo Lite), 2013년 발매[4]

### Raspberry PI 기반. MSX2+(Turbo R)
- 재믹스 미니 (Zemmix Mini. CPC-Mini) - Licensed. 2019년 발매[5]